# Culicoides shahgudiani
Culicoides shahgudiani är en tvåvingeart som beskrevs av Naval 1973. Culicoides shahgudiani ingår i släktet Culicoides och familjen svidknott. Inga underarter finns listade i Catalogue of Life.